# Formica aquilonia
Espèce
Statut de conservation UICN

 NT  : Quasi menacé
Formica aquilonia est une espèce de fourmis du genre Formica et du sous-genre Formica, très courante en Europe et en Asie, que l'on rencontre jusqu'en Scandinavie au nord, en Bulgarie et en Italie au sud, et du Royaume-Uni à l'ouest jusqu'en Russie à l'est, que l'on trouve même sur les côtes de la mer d'Okhotsk à l'est de la Sibérie. Elles vivent principalement dans les forêts de conifères, mais on peut également les rencontrer dans des forêts caducifoliées.

## Distribution en Écosse
Formica aquilonia se rencontre dans les forêts de pins de la forêt calédonienne dans les Highlands. On la trouve également au large de la côte ouest du pays dans l'Inverpolly National Nature Reserve sur l'île de Skye.

## Statut
Formica aquilonia est présente sur la liste rouge de l'Union internationale pour la conservation de la nature des espèces menacées où elle est classée comme à risques mineurs.

## Première publication
(en) [PDF] IHH Yarrow, The British ants allied to Formica rufa L. (Hym., Formicidae), Transactions of the British Entomological Society 12: 1-48. (1955) Texte complet